# Птерія
Птерія — стародавнє місто, колишня столиця Ассирійської держави у північній Каппадокії.

## Історія
Геродот згадував місто як таке, що його взяв та зруйнував Крез 547 року. Окрім того там відбулась битва між військами Кира Великого та Креза.
Деякі історики ідентифікують Птерію з містом Хаттуса (Боґазкале), а також з районом Керкнесу. Геродот же казав, що Птерія розташовувалась поблизу Синопа на узбережжі Чорного моря.